# NGC 4422
NGC 4422 is een elliptisch sterrenstelsel in het sterrenbeeld Maagd. Het hemelobject ligt 337 miljoen lichtjaar van de Aarde verwijderd en werd op 25 april 1784 ontdekt door de Duits-Britse astronoom William Herschel.

## Synoniemen
- MCG -1-32-10
- NPM1G -05.0447
- PGC 40813